# Hulusi Akar
Hulusi Akar (Kayseri, 12 marzo 1952) è un politico e generale turco, 29° capo di stato maggiore turco dal 18 agosto 2015 al 10 luglio 2018 e ministro della difesa della Repubblica di Turchia dal 10 luglio 2018 al 3 giugno 2023.

## Biografia
Prima di intraprendere la carriera politica, è stato in precedenza dal 1978 al 2018 membro delle forze armate turche, ricoprendo vari incarichi tra cui quello di comandante di brigata in vari conflitti, come nell'ISAF durante guerra in Afghanistan, nell'operazione Deliberate Force durante la guerra in Bosnia, nel Kosovo Force durante la guerra del Kosovo, oltre a supervisionare gran parte delle operazioni militari turche nella guerra civile siriana.